# فوسفينيتوين
الفوسفينيتوين ( Fosphenytoin)، الذي يباع تحت الإسم التجاري سيريبايكس(Cerebyx ) و غيره، هو دواء يوصف لعلاج الحالة الصرعية و منع النوبات المصاحبة لها.  يمكن استخدامه بدلاً من الفينيتوين (phenytoin) للأشخاص الذين لا يستطيعون تناول الدواء عن طريق الفم.  و يعطى عن طريق الحقن في الوريد أو العضلات. 
تشمل الآثار الجانبية الشائعة لهذا العقار على: الدوخة، و رعشة العين، و الحكة، و الخدر، و النعاس، و ضعف التنسيق.  قد تشمل الآثار الجانبية الخطيرة الأخرى: انخفاض ضغط الدم، و إطالة فترة QT ، و متلازمة ستيفنز جونسون، و الوذمة الوعائية، و مشاكل الكبد.  أما استخدامه أثناء الحمل فقد يؤدي إلى الإضرار بالطفل.  و هو دواء مساعد للفينيتوين و يعمل عن طريق حجب قنوات الصوديوم.  
تمت الموافقة على استخدام الفوسفينيتوين طبيًا في الولايات المتحدة في عام 1996.  و هو متاح كدواء مكافيء .  في المملكة المتحدة، تكلف القارورة التي تحتوي على 750 ملجم حوالي 40 جنيهًا إسترلينيًا هيئة الخدمات الصحية الوطنية .  في الولايات المتحدة، تبلغ تكلفة هذا المقدار حوالي 24 دولارًا أمريكيًا. 